# 秦邦宪旧居
31°34′35″N 120°17′50″E / 31.57640°N 120.29714°E
秦邦宪旧居即博古旧居，位于中国江苏省无锡市梁溪区崇宁路112号（原师古河上）。

## 特点
始建于清光绪末年，原为秦邦宪族叔秦琢如家宅。建筑分为东西两路，中以备弄和横廊相连，院中以内廊相通，其中西路为主，共七进，分门厅、轿厅、正厅和住宅区等，第三进为正厅“既翕堂”，均为面阔三间的硬山顶建筑。1916年至1921年，秦邦宪曾随父母租赁其第四进居住，中为客堂，东西分别为书房和卧室，庭园前石库门额上刻有“进德修业”四字。该建筑群现已改为秦邦宪纪念馆，最近一次修复为2004年3月到12月。旧居东侧为文渊坊，其中保存有秦淮海祠遗址。

## 相关
- 秦氏章庆堂